# Конаревка
Конаре́вка (рос. Конаревка, башк. Конаревка) — присілок у складі Мелеузівського району Башкортостану, Росія. Входить до складу Шевченківської сільської ради.
Населення — 94 особи (2010; 104 в 2002).
Національний склад:
- росіяни — 73%